# Assistant Secretary of State

Organigramm: Die administrative Gliederung des Außenministeriums (englisch)

Der Assistant Secretary of State ist eine Amtsbezeichnung im Außenministerium der Vereinigten Staaten (State Department); sie entspricht heute in etwa dem Rang von einem Unterabteilungsleiter im deutschen Auswärtigen Amt.
Von 1853 bis 1913 hingegen war ein Assistant Secretary of State der zweithöchste Beamte im Außenministerium der Vereinigten Staaten (State Department) und damit Stellvertreter des Außenministers. Vor 1853 nahm der Chief Clerk diesen zweiten Rang wahr. Nach 1913 hatte der Counselor die zweithöchste Position inne. Den Assistant Secretary of State gab es noch bis 1924; jener Funktion entspricht heute die des Vizeaußenministers (Deputy Secretary of State).

## Aktuelle Liste der Assistant Secretaries im State Department
Derzeit gibt es im US-Außenministerium folgende Unterabteilungen, die von Assistant Secretaries geleitet werden:
- Dem Außenminister unterstehen direkt:
  - Assistant Secretary of State for Legislative Affairs
  - Assistant Secretary of State for Intelligence and Research als Leiter des Bureau of Intelligence and Research
- Dem Under Secretary of State for Political Affairs unterstehen:
  - Assistant Secretary of State for African Affairs
  - Assistant Secretary of State for East Asian and Pacific Affairs
  - Assistant Secretary of State for European and Eurasian Affairs
  - Assistant Secretary of State for International Organization Affairs
  - Assistant Secretary of State for Near Eastern Affairs
  - Assistant Secretary of State for South and Central Asian Affairs
  - Assistant Secretary of State for Western Hemisphere Affairs
- Dem Under Secretary of State for Management unterstehen:
  - Assistant Secretary of State for Administration
  - Assistant Secretary of State for Consular Affairs
  - Assistant Secretary of State for Diplomatic Security
- Dem Under Secretary of State for Economic, Business, and Agricultural Affairs unterstehen:
  - Assistant Secretary of State for Economic and Business Affairs
  - Assistant Secretary of State for Energy Resources
  - Assistant Secretary of State for Oceans and International Environmental and Scientific Affairs
- Dem Under Secretary of State for Public Diplomacy and Public Affairs unterstehen:
  - Assistant Secretary of State for Educational and Cultural Affairs
  - Assistant Secretary of State for Public Affairs
- Dem Under Secretary of State for Arms Control and International Security Affairs unterstehen:
  - Assistant Secretary of State for International Security and Nonproliferation
  - Assistant Secretary of State for Political-Military Affairs
  - Assistant Secretary of State for Arms Control, Verification, and Compliance
- Dem Under Secretary of State for Civilian Security, Democracy, and Human Rights unterstehen:
  - Assistant Secretary of State for Democracy, Human Rights, and Labor
  - Assistant Secretary of State for Conflict and Stabilization Operations
  - Assistant Secretary of State for Population, Refugees, and Migration
  - Assistant Secretary of State for International Narcotics and Law Enforcement Affairs

## Historische Aufgaben
Die vielfältigen Aufgaben der frühen Assistant Secretaries waren
- die Überwachung der diplomatischen und konsularischen Büros,
- die allgemeine Aufsicht der Korrespondenz,
- die konsularischen Termine,
- die Verwaltung des Departements und
- die Überwachung der wirtschaftlichen Entwicklung der verschiedenen geographischen Regionen der Welt.

## Bedeutsame Inhaber des Ranges
Zwischen 1853 und 1913 gab es 25 und bis 1924 weitere vier Assistant Secretaries of State.
Hervorzuhebende Amtsinhaber waren
- Ambrose Dudley Mann, der erste Amtsinhaber von 1853 bis 1855; zuvor Konsul in Bremen
- John Hay, der 12. Amtsinhaber von 1879 bis 1881; 1898 bis 1905 US-Außenminister
- James D. Porter junior, der 16. Amtsinhaber von 1885 bis 1887; später Gouverneur von Tennessee
- William R. Day, der 22. Amtsinhaber von 1897 bis 1898; dann von 1898 US-Außenminister und seit 1899 Richter am US-Appellationsgericht bzw. Richter am Obersten Gerichtshof der USA
- John B. Moore, der 23. Amtsinhaber von 1898; danach Richter an Internationalen Gerichtshöfen
- Robert Bacon, der 26. Amtsinhaber von 1905 bis 1909; 1909 US-Außenminister
- John E. Osborne, der 29. Amtsinhaber von 1913 bis 1916; von 1893 bis 1895 Gouverneur von Wyoming.

## Gleichnamige Bezeichnung in den meisten Bundesstaaten der USA
Auf der Ebene der US-Bundesstaaten gibt es ebenfalls den Posten eines Assistant Secretary of State. Hier handelt es sich dann um den Stellvertreter des jeweiligen Secretary of State in der Staatsregierung.